# Polideportivo de Pueblo Nuevo
El Estadio Polideportivo de Pueblo Nuevo conocido también como El Templo Sagrado de Venezuela, es un estadio de fútbol  ubicado en la ciudad de San Cristóbal, Venezuela. Es sede de uno de los equipos más populares del país, el Deportivo Táchira, y ha sido sede de diversos encuentros internacionales de la selección nacional de fútbol de Venezuela y competencias internacionales de clubes. Está ubicado a una altitud de 912 m s. n. m. Durante el año 2015 ha sido sede también del Ureña SC.

## Historia
El Estadio de Pueblo Nuevo fue construido en el año de 1974 e inaugurado a principios de 1976 con una serie internacional entre el Deportivo San Cristóbal y el Deportivo Cali de Colombia, que disputaron dos encuentros ya que el tercer involucrado (Alianza Lima de Perú) no se presentó. El 11 de enero de 1976 se dio el primer partido que finalizó con empate a cero goles por la disputa de la Copa Presidente de la República.
Diseñado inicialmente para una ocupación cómoda de 25.000 personas (se supone que ha llegado a albergar a 36.000 en la década de los 80 en un encuentro entre el Deportivo Táchira Fútbol Club y el CS Marítimo).
En principio el estadio solo contaba con la tribuna popular, pues la techada fue construida años después. Su construcción se dio en corto tiempo ya que los trabajos apenas duraron un año, período en el cual el Deportivo San Cristóbal jugó en el Estadio Guillermo Soto Rosa la Copa Venezuela y el Campeonato Oficial del año 1975.
El estadio ha sido sede de eliminatorias mundialistas y de las copas Libertadores de América y Sudamericana.

### Remodelación
En 2006 el estadio Polideportivo fue sometido a los trabajos de refacción más importantes desde su construcción en 1975, llegando a una capacidad de 38.755 asientos, un nuevo sistema de iluminación, nuevos camerinos, sala de prensa, zona vip y nuevas rutas de acceso para los equipos foráneos, con la idea de tener una instalación acorde a las exigencias del Comité Organizador de la Copa América Venezuela 2007, evento del que fue sede y donde se desarrollaron cuatro partidos incluyendo la inauguración. 
El proyecto de esta obra conocida como el templo sagrado fue realizado por los arquitectos Jorge Guerrero y Carlos Santos.
Oficialmente fue reinaugurado el 20 de junio con el encuentro entre la selección de Venezuela y la selección de País Vasco.

### División del aforo
La Capacidad del Polideportivo de Pueblo Nuevo se divide en 2 partes que son Tribuna Principal y Tribuna Popular que a su misma vez se divide en 3 partes la distribución es de la siguiente manera:
- Tribuna Principal : 10.471 espectadores
- Tribuna Popular : 28.284 espectadores dividido en tres sectores que son: 
  - Sector central = 12.490 espectadores
  - Sector Sur = 7.900 espectadores
  - Sector Norte = 7.894 espectadores

## Eventos

### Copa América 2007
| Fecha               | Fase             | Equipo    |                      | Resultado |                    | Equipo  | Espectadores |
| ------------------- | ---------------- | --------- | -------------------- | --------- | ------------------ | ------- | ------------ |
| 26 de junio de 2007 | Grupo A          | Venezuela | Bandera de Venezuela | 2 - 2     | Bandera de Bolivia | Bolivia | 42.000       |
| 30 de junio de 2007 | Grupo A          | Bolivia   | Bandera de Bolivia   | 0 - 1     | Bandera de Uruguay | Uruguay | 18.000       |
| 30 de junio de 2007 | Grupo A          | Venezuela | Bandera de Venezuela | 2 - 0     | Bandera de Perú    | Perú    | 40.000       |
| 7 de julio de 2007  | Cuartos de final | Venezuela | Bandera de Venezuela | 1 - 4     | Bandera de Uruguay | Uruguay | 42.000       |

### Eliminatorias Sudamericanas rumbo a Francia 1998
| Fecha                   | Fase    | Equipo    |                      | Resultado |                      | Equipo    | Espectadores |
| ----------------------- | ------- | --------- | -------------------- | --------- | -------------------- | --------- | ------------ |
| 9 de octubre de 1996    | Fecha 5 | Venezuela | Bandera de Venezuela | 2 - 5     | Bandera de Argentina | Argentina | 30.000       |
| 15 de diciembre de 1996 | Fecha 7 | Venezuela | Bandera de Venezuela | 0 - 2     | Bandera de Colombia  | Colombia  | 40.000       |

### Eliminatorias Sudamericanas rumbo a Corea del Sur y Japón 2002
| Fecha                  | Fase     | Equipo    |                      | Resultado |                     | Equipo   | Espectadores |
| ---------------------- | -------- | --------- | -------------------- | --------- | ------------------- | -------- | ------------ |
| 28 de junio de 2000    | Fecha 4  | Venezuela | Bandera de Venezuela | 4 - 2     | Bandera de Bolivia  | Bolivia  | 7.000        |
| 25 de julio de 2000    | Fecha 6  | Venezuela | Bandera de Venezuela | 0 - 2     | Bandera de Chile    | Chile    | 14.880       |
| 24 de abril de 2001    | Fecha 12 | Venezuela | Bandera de Venezuela | 2 - 2     | Bandera de Colombia | Colombia | 38.000       |
| 6 de octubre de 2001   | Fecha 16 | Venezuela | Bandera de Venezuela | 3 - 0     | Bandera de Perú     | Perú     | 17.220       |
| 8 de noviembre de 2001 | Fecha 17 | Venezuela | Bandera de Venezuela | 3 - 1     | Bandera de Paraguay | Paraguay | 22.500       |

### Eliminatorias Sudamericanas rumbo a Alemania 2006
| Fecha                 | Fase     | Equipo    |                      | Resultado |                    | Equipo  | Espectadores |
| --------------------- | -------- | --------- | -------------------- | --------- | ------------------ | ------- | ------------ |
| 1 de junio de 2004    | Fecha 6  | Venezuela | Bandera de Venezuela | 0 - 1     | Bandera de Chile   | Chile   | 23.040       |
| 14 de octubre de 2004 | Fecha 10 | Venezuela | Bandera de Venezuela | 3 - 1     | Bandera de Ecuador | Ecuador | 13.800       |

### Eliminatorias Sudamericanas rumbo a Sudáfrica 2010
| Fecha                   | Fase    | Equipo    |                      | Resultado |                    | Equipo  | Espectadores |
| ----------------------- | ------- | --------- | -------------------- | --------- | ------------------ | ------- | ------------ |
| 20 de noviembre de 2007 | Fecha 4 | Venezuela | Bandera de Venezuela | 5 - 3     | Bandera de Bolivia | Bolivia | 18.632       |
| 12 de octubre de 2008   | Fecha 9 | Venezuela | Bandera de Venezuela | 0 - 4     | Bandera de Brasil  | Brasil  | 38.000       |

### Eliminatorias Sudamericanas rumbo a Brasil 2014
| Fecha                   | Fase     | Equipo    |                      | Resultado |                     | Equipo   | Espectadores |
| ----------------------- | -------- | --------- | -------------------- | --------- | ------------------- | -------- | ------------ |
| 15 de noviembre de 2011 | Fecha 4  | Venezuela | Bandera de Venezuela | 1 - 0     | Bandera de Bolivia  | Bolivia  | 33.351       |
| 11 de octubre de 2013   | Fecha 17 | Venezuela | Bandera de Venezuela | 1 - 1     | Bandera de Paraguay | Paraguay | 32.227       |

### Eliminatorias Sudamericanas rumbo a Rusia 2018
| Fecha                | Fase     | Equipo    |                      | Resultado |                     | Equipo   | Espectadores |
| -------------------- | -------- | --------- | -------------------- | --------- | ------------------- | -------- | ------------ |
| 31 de agosto de 2017 | Fecha 15 | Venezuela | Bandera de Venezuela | 0 - 0     | Bandera de Colombia | Colombia | 37.387       |
| 5 de octubre de 2017 | Fecha 17 | Venezuela | Bandera de Venezuela | 0 - 0     | Bandera de Uruguay  | Uruguay  | 35.129       |